# UTC+9

UTC+9 je vremenska zona koja se koristi na sljedećim lokacijama:

## Kao standardno vrijeme (cijela godina)
- Istočni Timor
- Indonezija  (istok)
  - Molučki otoci
  - Papua i Zapadni Irian Jaya (Indonezijska Nova Gvineja)
- Japan – Japansko standardno vrijeme
- Južna Koreja – Korejsko standardno vrijeme
- Palau

## Kao standardno vrijeme (samo zima na sjevernoj hemisferi)
- Rusija
  - Amurska oblast
  - Čitska oblast
  - Jakutska – zapadni dio, uklj. Jakutsk

## Kao ljetno vrijeme (samo ljeti na zapadnoj hemisferi)
- Rusija
  - Burjatija
  - Irkutska oblast